# نظرية الببغاء
نظرية الببغاء رواية فرنسية كتبها أستاذ تاريخ العلم بجامعة باريس دنيس جويدج ونشرت في عام 1998.

## ملخص الرواية
تدور أحداث الرواية حول السيد روش الذي يعيش في باريس، وهو بائع كتب يستخدم كرسي متحرك، ورفيقه في السكن بيريت -الذي يعمل معه-، وأطفال بيريت الثلاثة -توائمان في سن المراهقة والشباب ماكس الذي هو أصم-.